# Елховица
Елховица — деревня в Собинском районе Владимирской области России, входит в состав Воршинского сельского поселения.

## География
Деревня расположена в 3 км на юг от центра поселения села Ворша и в 8 км на северо-восток от райцентра города Собинка.

## История
Первое упоминание деревни относится к 1718 году в составе Дмитриевского прихода.
В конце XIX — начале XX века деревня входила в состав Воршинской волости Владимирского уезда. В 1859 году в деревне числилось 36 дворов, в 1905 году — 43 двора.
С 1929 года село входило в состав Воршинского сельсовета Собинского района.

## Население
| 1859 | 1905 |
| ---- | ---- |
| 246  | 196  |

| 1859 | 1905 | 1926 | 2002 | 2010 | 2021 |
| ---- | ---- | ---- | ---- | ---- | ---- |
| 246  | ↘196 | ↗200 | ↘20  | ↗23  | ↘16  |